# Diospyros parvifolia
Diospyros parvifolia är en tvåhjärtbladig växtart som beskrevs av William Philip Hiern. Diospyros parvifolia ingår i släktet Diospyros och familjen Ebenaceae. Inga underarter finns listade i Catalogue of Life.